# محافظة بيت لحم
محافظة بيت لحم: هي واحدة من المحافظات الستة عشر التابعة للسلطة الوطنية الفلسطينية، مركزها مدينة بيت لحم، تقع في جنوب الضفة الغربية، ويبلغ عدد سكان المحافظة 217,400 نسمة بحسب التعداد السكاني لعام 2017 للجهاز المركزي للإحصاء الفلسطيني. تعتبر مدينة بيت لحم هي عاصمة ومركز المحافظة.
تبلغ مساحة محافظة بيت لحم 575 كم مربعاً، وتضم خمسة مدن رئيسية، وسبعين قرية، وثلاث مخيمات للاجئين الفلسطينيين. أما مساحة مدينة بيت لحم والتي تخضع ضمن حدود المخطط الهيكلي للمدينة؛ فتبلغ ثمانية آلاف دونم، وتقسم المدينة إلى العديد من الأحياء والأسواق التجارية.

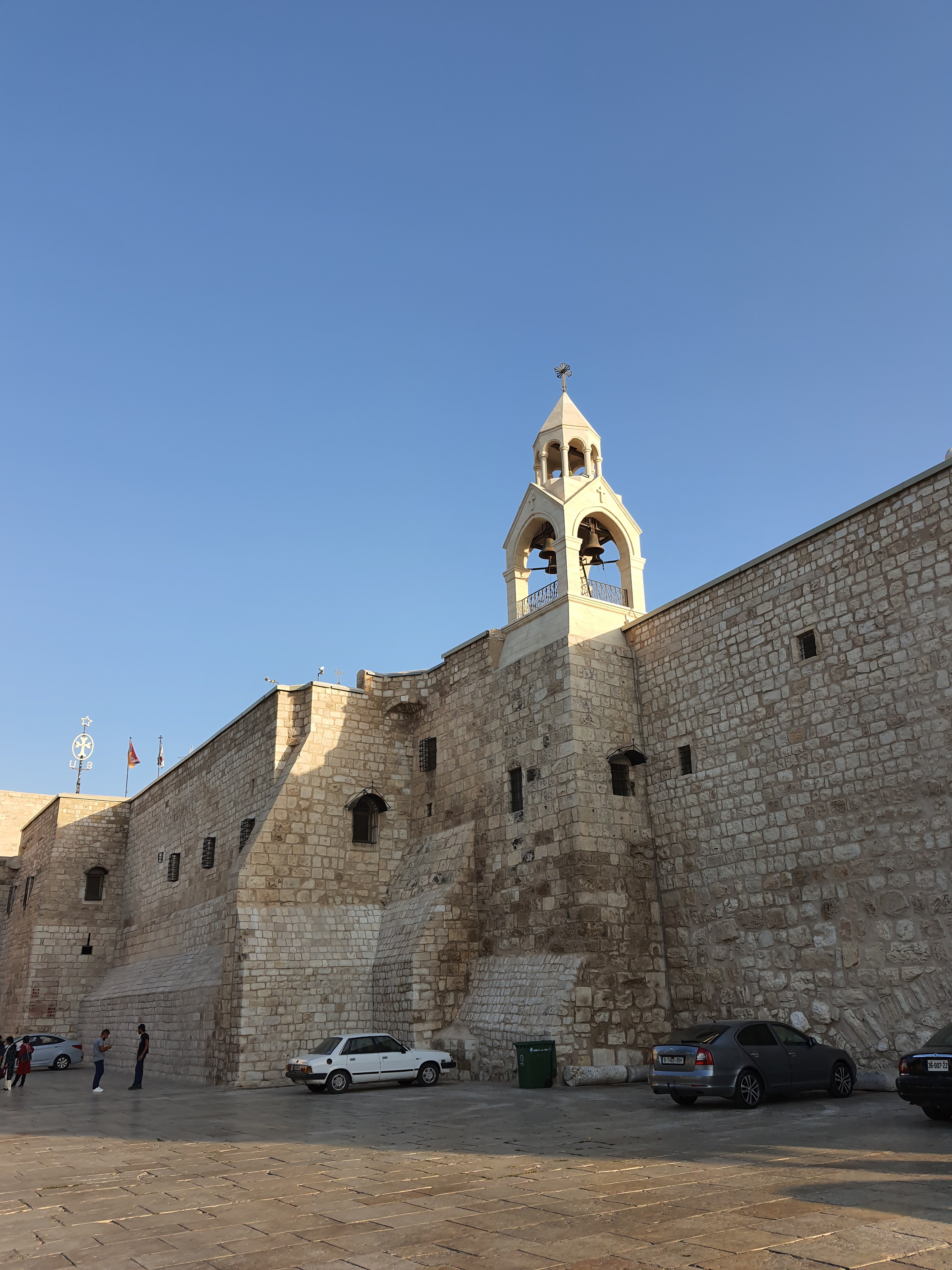
من أبرز المعالم السياحية الدينية في محافظة بيت لحم كنيسة المهد

## أبرز المعالم السياحية والدينية

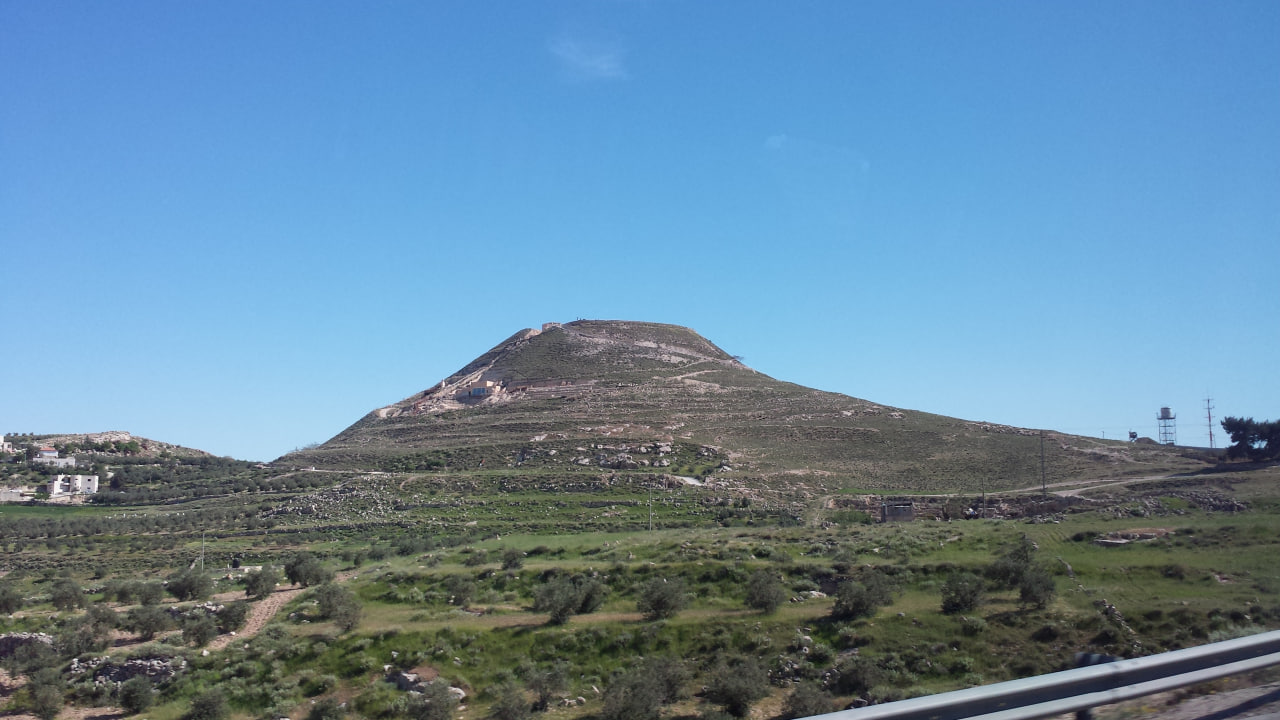
جبل الفريدس (هيروديون) من معالم بيت لحم

من أبرز المعالم السياحية الدينية في المحافظة كنيسة المهد التي اكتمل بناؤها في العام 339م، وبرك سيحان «برك المرجيع»، وقلعة البرك «قلعة مراد»، ودير الجنة المقفلة، والعين «عين أرطاس»، وتل الفريديس «هيروديون»، ووادي خريطون، وآبار النبي داود، ومتحف بيتنا التلحمي القديم، ودير القديس ثيودوسيوس، ودير مار سابا، ودير مار إلياس. كما يوجد في بيت لحم أربعة متاحف ودار مسرح ودارا سينما.

## تجمعات المحافظة السكانية
| المدن                            | مجالس بلدية | مجالس قروية | مخيمات                                   |
| -------------------------------- | --- | --- | ---------------------------------------- |
| - بيت لحم - بيت ساحور - بيت جالا | - الخضر - الدوحة - العبيدية (تشمل وادي العرايس، والحدايدة) - بتير - بيت فجار - تقوع (تشمل خربة تقوع، وخربة الدير، والحلقوم) - جناتا (تشمل العساكرة، ورخمة) - زعترة | - الجبعة - الخاص - الشواورة - المعصرة - المنيا - الولجة - أرطاس - أم سلمونة - بيت تعمر (تشمل جبة الذيب) - جورة الشمعة - حوسان - خلة الحداد - خلة النعمان - خلة سكاريا - دار صلاح (تشمل جهاثم، والحجيلة) - عرب الرشايدة (تشمل العزازمة) - كيسان - مراح رباح (تشمل المنشية) - مراح معلا - نحالين - هندازة (تشمل وادي أم قلعة، وخلة اللوزة، وظهرة الندى) - وادي النيص - وادي رحال (تشمل خربة النخلة) - وادي فوكين - خربة بيت زكريا | - مخيم عايدة - مخيم العزة - مخيم الدهيشة |

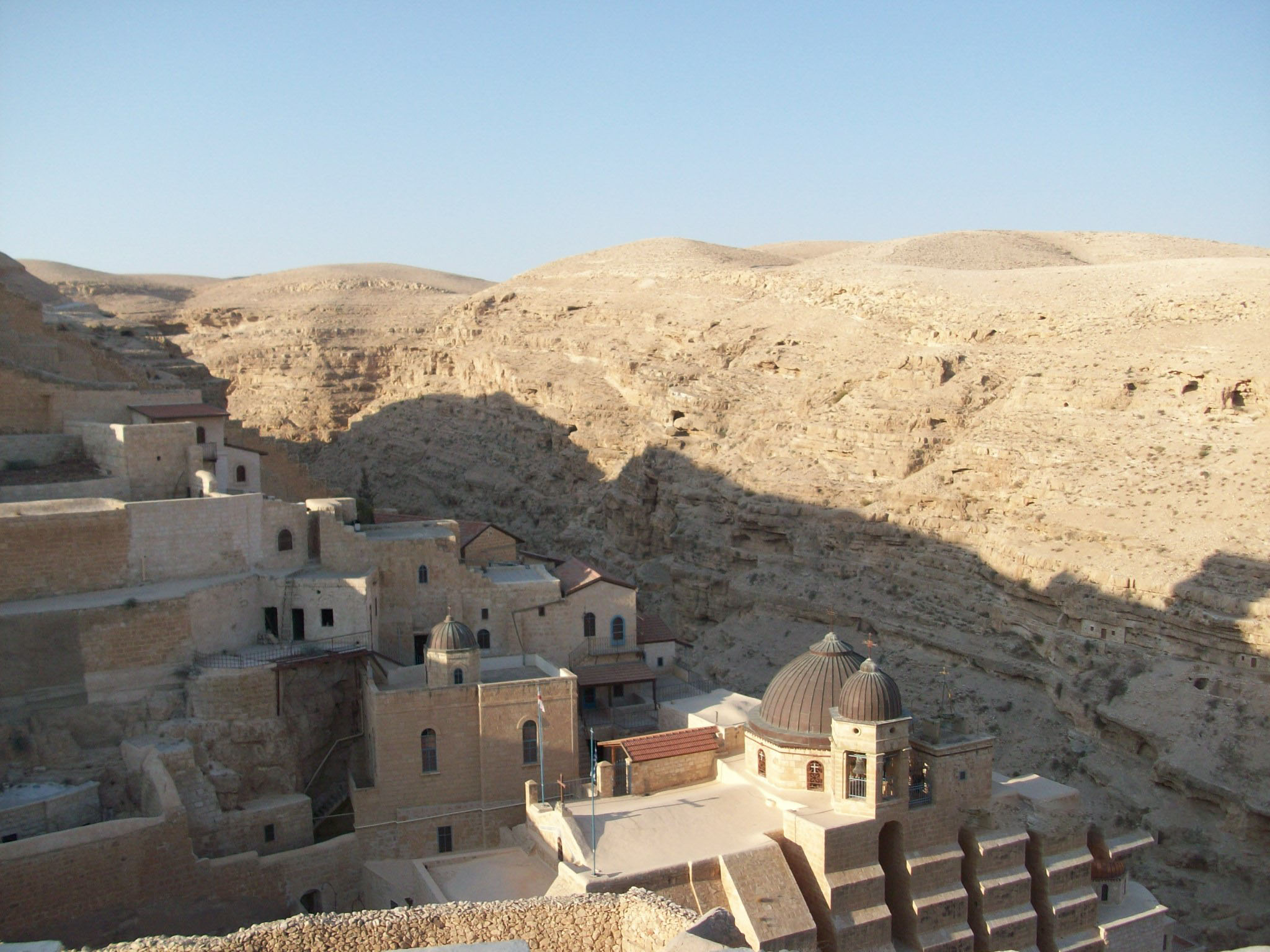
دير مار سابا من المعالم الدينية في محافظة بيت لحم

## المحافظون
| الرقم | الاسم                             | تاريخ البدء    | تاريخ الانتهاء | ملاحظات    |
| ----- | --------------------------------- | -------------- | -------------- | ---------- |
| 1     | محمد راشد محمد علي الجعبري        | 1 أغسطس 1996   | 4 أكتوبر 2001  |            |
| 2     | محمد المدني                       | 4 أكتوبر 2001  | 20 نوفمبر 2003 |            |
| 3     | زهير إبراهيم موسى مناصرة          | 20 نوفمبر 2003 | 9 نوفمبر 2005  |            |
| 4     | صلاح التعمري                      | 9 نوفمبر 2005  | 1 يونيو 2009   |            |
| 5     | عبد الفتاح محمد إبراهيم حمايل     | 1 يونيو 2009   | 4 يونيو 2014   |            |
| 6     | جبرين البكري                      | 31 مايو 2014   | 1 أكتوبر 2018  |            |
| 7     | كامل أحمد حسن حميد                | 1 أكتوبر 2018  | 10 أغسطس 2023  |            |
|       | محمد طه حسن أبو عليا (Q124801133) | 10 أغسطس 2023  | 9 مارس 2024    | مُسير أعمال |
| 8     | محمد طه حسن أبو عليا (Q124801133) | 9 مارس 2024    | لا يزال        |            |